# 斉藤優香
斉藤 優香（さいとう ゆうか、1982年2月4日 - ）は、日本の女優、タレント、元レースクイーンである。2004年度 『レースクイーン・オブ・ザ・イヤー』受賞者。

## 人物
埼玉県生まれ。姉が1人いる。趣味は、映画鑑賞とショッピングであり、資格は英検3級、秘書検定3級、硬筆書写技能検定2級を持っている。愛車は日産・フーガである。
斉藤優（さいとう ゆう）名義でスタイルコーポレーションに所属していたが、2010年（平成22年）7月より関連会社の『スターヒル』に移り、本名の“斉藤優香”に改めたが、現在は除籍され表舞台から退いている。

## 経歴
- 2003年（平成15年）、アンプレックスマレーシア航空レースクイーン
- 2004年（平成16年）、スーパー耐久イメージガール『Super Girls 2004“桜三世”』
- 2005年（平成17年）、レースクイーン・オブ・ザ・イヤー2004グランプリ
- 2005年（平成17年）、ingsイメージガール『AZURE（アジュール）』
- 2006年（平成18年）、マイルドセブン・ルノーF1チームイメージガール

## 出演

### 映画
- 「ルナハイツ」（2005年）
- 「ガラスのヒール〜レースクイーンの女神たち THE MOVIE」（2006年）
- 「ルナハイツ2」（2006年）

### テレビ
- 「音箱登竜門」（フジテレビ）
- 「笑いの金メダル」（ABC・テレビ朝日系）
- 「北野タレント名鑑」（フジテレビ）
- 「ナビ男くんのカチカチ男女」（tvk・サンテレビ・テレ玉）
- 「いい伊豆みつけた」（伊豆急ケーブルネットワーク）

### CM
- 台湾ワコール「NAMI~NAMI」（2005年 - 2006年）

### ゲーム
- 「METAL GEAR ACID」（PSP用ゲームソフト・2005年1月発売）

### 雑誌
- 三栄書房「GOLF TODAY」GTバーディ's（2010年 - 2012年）[2]

## リリース作品

### DVD
- 「ラブジェネレーション」（2004年7月）
- 「LOOK OF LOVE」（2004年10月31日）
- 「月刊フューチャーアクトレス・斉藤優“POLE POSITION”」（2005年1月21日）
- 「inspirit」（2005年9月7日）

### Vシネマ
- 「筋モンリーグ 野球編」（2006年4月25日発売・GPミュージアムソフト）